# ニュー三福高速ライン
ニュー三福高速ライン株式会社は、かつて日本にあった海運会社である。

## 概要
新居浜市の新居浜商工会議所と伊予三島市の伊予三島商工会議所が共同出資して設立された。
愛媛県伊予三島市に本社を置き、高速船で新居浜・福山間を約1時間25分、伊予三島・福山間を約1時間35分で結んでいた。開設当初から利用が低迷し、瀬戸大橋開通を控え今後も需要が伸ばすのが難しいことから、航路免許の期限を以て航路を廃止し運航を終了した。

## 沿革
- 1985年2月16日 - 新居浜・福山、伊予三島・福山航路を開設。
- 1985年8月10日 - 新居浜・福山航路の一部の魚島へ寄港開始。
- 1988年3月末 - 航路廃止。

## 航路
1986年現在の運航状況を示す。
- 新居浜港 - 福山港

航路距離60.0km、所要時間1時間35分、一日3往復
うち1往復は、魚島へ寄港。
- 伊予三島港 - 福山港

航路距離55.7km、所要時間1時間25分、一日3往復

## 船舶
すべて用船による運航となっていた。
- スワロー
- シーバード[1]

43.00総トン、航海速力24.5ノット、旅客定員70名
- サンライン[3]

1986年7月30日竣工、三菱重工業下関造船所建造、軽合金製
71総トン、全長29.8m、型幅5.8m、型深さ2.7m、ディーゼル2基、機関出力2,000ps、航海速力25.0ノット、旅客定員70名
三菱重工開発の、ピッチングを抑制する船首没水体付きの特殊船型（SSB型と呼称）の実用化第一船
- サンライン2[4]

1986年11月進水、三菱重工業下関造船所建造、軽合金製
71総トン、ディーゼル2基、機関出力2,000ps、航海速力25.0ノット、旅客定員70名
「サンライン」の同型船